# Tetrastigma lincangense
Tetrastigma lincangense är en vinväxtart som beskrevs av Chao Luang Li. Tetrastigma lincangense ingår i släktet Tetrastigma och familjen vinväxter. Inga underarter finns listade i Catalogue of Life.